# Harenactis attenuata
Harenactis attenuata is een zeeanemonensoort uit de familie Haloclavidae.
Harenactis attenuata is voor het eerst wetenschappelijk beschreven door Torrey in 1902.